# أولاد غانم (صباح)
أولاد غانم هي إحدى مشيخات المملكة المغربية، تتبع جغرافيا لعمالة الصخيرات تمارة وإداريًا لصباح. يقدر عدد سكانها بـ 6333 نسمة حسب الإحصاء الرسمي للسكان والسكنى لسنة 2004.